# Gardenia brighamii
La Gardenia brighamii és una espècie de plantes amb flor que pertany a la família de les rubiàcies. És endèmica de Hawaii, on és anomenada Nānū o Naʻu. Rep el seu nom científic pel botànic William Tufts Brigham. Els hawaians en feien servir la polpa per tenyir la roba de groc, i la fusta del tronc per fer-ne kua kuku (encluses kapa) i pou (bigues). Les flors s'empraven en la confecció dels collarets de flors típics i, en l'actualitat G. brighamii es cultiva amb finalitats ornamentals.
Habita els boscos tropicals de Hawaii a altures de 350 a 520 metres sobre el nivell del mar. Si anteriorment era present en totes les illes de l'arxipèlag, en l'actualitat només es fa de manera natural a Maui, Molokaʻi, Oʻahu, Lānaʻi, i a l'illa que dona nom a l'arxipèlag. El G. brighamii és un arbre petit, que pot assolir els 5 metres. Les flors creixen solitàries al final de les branques; surten a la tarda i no viuen més d'un dia; com en les altres espècies d'aquest gènere, són molt oloroses.
La població total és d'entre 15 i 20 arbres. Només se'n conserven dos exemplars en estat salvatge a Oʻahu i un a l'illa de Hawaii. Les amenaces més grans a la supervivència de l'espècie passen per la destrucció de l'hàbitat en els boscos secs de Hawaii i la introducció d'espècies invasores com Pennisetum setaceum.